# Elvis' Gold Records Volume 5
《Elvis' Gold Records Volume 5》는 1984년 3월에 발매된 엘비스 프레슬리의 음반이다. RCA 레코드에 의해 발매되었다.

## 평가
| 전문가 평가 | 전문가 평가 |
| 평가 점수   | 평가 점수   |
| 출처        | 점수        |
| ----------- | ----------- |
| Allmusic    | [ 1 ]       |